# Tjäktja
Tjäktja is een berghut in Zweden op iets minder dan 10 km van de grens met Noorwegen. De hut ligt bij de gelijknamige bergpas, het hoogste punt van het wandelpad kungsleden in de Kiruna en wordt door het Zweeds toeristenbureau beheerd. Toeristen maken in de winter vanaf deze hut skitochten en in de omgeving komen er wolven voor, waarvan veel sporen terug zijn te vinden. De hut ligt op een kruising van drie wandelpaden en is met de auto niet te bereiken. Het is vanaf de hut dertien kilometer lopen naar de berghut Alesjaure, twaalf kilometer naar de berghut Sälka en negen kilometer naar de berghut Nallo.
- Zweeds toeristenbureau. officiële website.